# Рассул, Жохер
Жохер Хадим Рассул (фр. Joher Khadim Rassoul; род. 31 декабря 1995, Дакар) — сенегальский футболист, опорный полузащитник клуба «Пендикспор».

## Клубная карьера
Рассул — воспитанник бельгийского клуба «Андерлехт». В 2015 году Жохер перешёл в «Локерен». 28 ноября в матче против «Шарлеруа» он дебютировал в Жюпиле лиге. В начале 2019 года Рассул перешёл в турецкий «Адана Демирспор», подписав контракт на 2,5 года. 18 января в матче против «Карабюкспора» он дебютировал в Первой лиге Турции. 27 июля 2020 года в поединке против «Гиресунспора» Жохер забил свой первый гол за «Адана Демирспор». В 2021 году Рассул помог клубу выйти в элиту. 16 августа в матче против «Фенербахче» он дебютировал в турецкой Суперлиге. 